# Dustin Rhodes
Pour les articles homonymes, voir Rhodes et Runnels.
Dustin Patrick Runnels (né le 11 avril 1969 à Austin, Texas), est un catcheur (lutteur professionnel) américain. Il travaille actuellement à la All Elite Wrestling et la Ring of Honor sous le nom de Dustin Rhodes. Il est l'actuel champion du monde par équipes de 3 de la ROH avec The Von Erichs et champion du monde par équipes de la ROH avec Sammy Guevara. 
Il est le fils du catcheur Dusty Rhodes et se fait connaitre à la World Championship Wrestling (WCW) au début des années 1990 sous le nom de Dustin Rhodes. Il y remporté deux fois le championnat poids lourds des États-Unis de la WCW, une fois le championnat du monde par équipes de trois (en) avec Matt Borne et Tom Zenk et trois fois le championnat du monde par équipes de la WCW avec Ricky Steamboat et Barry Windham. À la World Wrestling Federation/Entertainment, il a remporté sept fois le championnat Hardcore de la WWE, trois fois le championnat Intercontinental de la WWE, une fois le championnat du Monde par équipes de la WWE avec Booker T et deux fois le WWE Tag Team Championship avec son demi-frère Cody Rhodes.

## Carrière

### Débuts (1988-1991)
Runnels apprend le catch auprès de son père Dusty Rhodes et de Skandar Akbar (en). Il commence sa carrière en Floride le 13 septembre 1988 sous le nom de Dustin Rhodes puis fait un bref passage à la World Championship Wrestling où il fait équipe avec Kendall Windham (en). Il fait un bref passage à la All Japan Pro Wrestling où il fait équipe avec Tom Zenk.
De retour aux États-Unis, il lutte en Floride à la Championship Wrestling from Florida où il remporte avec Mike Graham le 9 mai 1989 le championnat par équipes de Floride de la National Wrestling Alliance (NWA). Ils perdent ce titre quelques jours plus tard après leur défaite face à Bart et Tony Anthony. Il est ensuite champion poids lourd de Floride de la NWA en battant Al Perez le 23 mai. Kendall Windham (en) met fin à son règne le 27 juin. Il passe le reste de l'année à l'United States Wrestling Association (USWA) où il atteint la finale du tournoi pour désigner le premier champion poids lourd du Sud de l'USWA mais échoue face à Dirty White Boy (en). En fin d'année, le magazine Pro Wrestling Illustrated le désigne comme étant le deuxième rookie de l'année tandis que le Wrestling Observer Newsletter le présente comme le rookie de l'année,.
En 1990, il rejoint la World Wrestling Federation où il fait régulièrement équipe avec son père Dusty Rhodes où ils sont les rivaux de Ted DiBiase. Il affronte DiBiase dans un challenge de 10 minutes le 3 novembre où Rhodes réussi à rester debout remportant ce combat. Le 19 janvier 1991 durant le Royal Rumble, les Rhodes perdent un match par équipe face à DiBiase et Virgil.
Après ce spectacle, les Rhodes père et fils retournent à la World Championship Wrestling.

### World Wrestling Federation (1995-2000)

#### Intercontinental Champion (1995-2000)
Le 21 janvier 1996, il bat Razor Ramon et gagne le premier de ses trois championnats intercontinentaux. Lors d'une défense de titre contre Savio Vega il est dépouillé de son titre à la suite d'une polémique.
Le 1er avril, il regagne son titre intercontinental contre Savio Vega, titre qu'il perd le 23 juin face à Ahmed Johnson à King of the Ring. C'est aussi la première fois que Goldust perd son titre Intercontinental et sa 2e défaite en PPV.
Lors de Wrestlemania 13 en 1997, il perd face à Triple H.
En fin d'année 1997, il prend un nouveau nom : "The Artist Formely Known as Goldust". Avec Luna Vachon à ses côtés, il s'engage dans une rivalité avec Sable et Marc Mero.
Il reprend le titre intercontinental le 29 mars 1999 à Raw Is War en battant Road Dogg en trichant grâce à l'aide du Blue Meanie.
Il perdra face à The Godfather à Raw Is War en avril 1999 qui avait remplacé Boss Man. Le lendemain après la mort tragique de Owen Hart à Over The Edge, il rend hommage à Owen avec les autres superstars. C'était la dernière apparition de Goldust.

### Total Nonstop Action Wrestling (2002-2005)
À la Total Nonstop Action Wrestling (TNA) pendant quelque temps, il entre en rivalité avec le monstre de la TNA "The Monster" Abyss.

### Retour à la World Wrestling Entertainment (2005-2006)
Le 31 octobre 2005, Dustin Rhodes fait son retour à la WWE où il attaque Batista avec Vader. Lors du PPV Taboo Tuesday, il intervient sans succès avec Vader dans le match de Batista contre Jonathan Coachman dans un street fight qu'il remporta.
Le 29 janvier 2006, lors du Royal Rumble, il participe au Royal Rumble match sans succès.
Il est ensuite drafté à RAW. Il commence une rivalité contre Lance Cade et Trevor Murdoch où il fait équipe avec Snitsky jusqu'à ce que Goldust soit libéré de son contrat avec la WWE.
Le 31 mars 2007, Goldust et son demi-frère Cody Rhodes intronisent leur père, Dusty Rhodes, au Hall of Fame de la WWE.

### All Japan Pro Wrestling (2007)
Le 15 avril 2007, Dustin apparait au All Japan Pro Wrestling sous le nom de Dustin Gold. Il fait son premier match contre Grand Muta où une bagarre éclata entre les deux. Puis il perd un match par équipe avec Hakushi contre Grand Muta et Yoshihiro Tajiri.

### Retour à la Total Nonstop Action Wrestling (2007-2008)
Le 15 juillet 2007, Dustin Rhodes retourne à la TNA lors du PPV Victory Road où il aide Christian à battre Chris Harris.
Le 12 août 2007 au PPV Hard Justice, il apparait sous un autre nom, Black Reign, puis il est battu par Chris Harris par disqualification. La semaine suivante, on apprend qu'il a une double personnalité, sous "Dustin Rhodes" il est face, tandis que sous Black Reign, il est heel.
Dans le PPV Bound for Glory, il participe à un Monsters Ball Match face à Rhyno, Abyss et Raven. Puis dans le PPV Genesis, il perd contre Abyss dans un Shop of Horrors Match.
Au PPV Turning Point, Black Reign et Rellik perdent contre Abyss et Raven dans un match à 10000 Clous. Raven a remplacé Rhyno car celui-ci était blessé au cou.
En 2008, le contrat de Goldust avec la TNA prend fin.

### Second retour à la World Wrestling Entertainement (2008-2012)

#### Diverses rivalités (2008-2010)

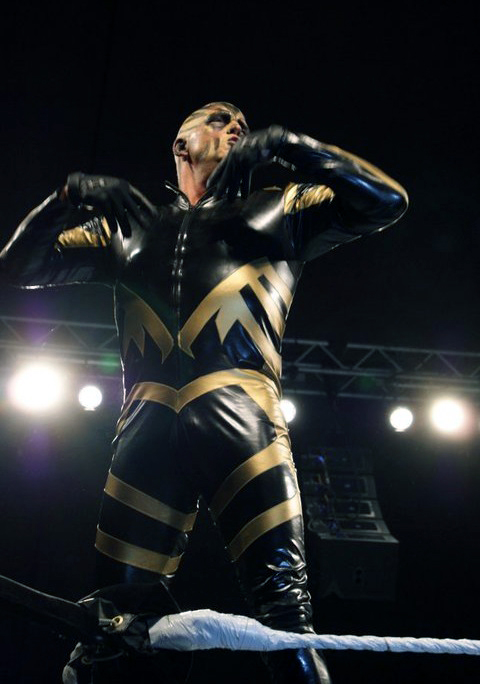
Goldust en 2010

Goldust fait son retour à la WWE en 2008 lors de Cyber Sunday pour attaquer avec Roddy Piper, Santino Marella après son match contre Honky Tonk Man pour le titre Intercontinental.
Le 29 janvier 2009 au Royal Rumble, il se fait éliminer par son demi-frère Cody Rhodes.
Le 29 juin, il est drafté à la ECW.
Le 16 février 2010, lors dernier épisode de ECW, il perd avec Yoshi Tatsu son match pour les WWE Unified Tag Team Championship contre The Miz et Big Show.
À la suite de la disparition de la ECW, il rejoint SmackDown le 4 mars.
À WrestleMania XXVI, il participe à la Battle Royal avec 25 autres catcheurs dans le Dark Match.
Lord du draft supplémentaire du 27 avril 2010 il est drafté à RAW. Il fait partie de la saison 3 de NXT spécial Divas dans laquelle il est le pro d'Aksana.

#### Diverses rivalités, diverses apparitions et renvoi (2010-2012)
Le 24 octobre 2010 lors de Bragging Rights, il perd avec Aksana contre Ted DiBiase et Maryse.
En octobre 2011, Goldust annonce qu'il prend sa retraite, mais fera cependant encore quelques apparitions télévisées, principalement dans les backstages.
Le 2 avril 2012, il est renvoyé de la WWE.

### Troisième retour à la World Wrestling Entertainment (2013-2019)

#### The Brotherhood (2013-2014) et Goldust & Stardust (2014-2015)

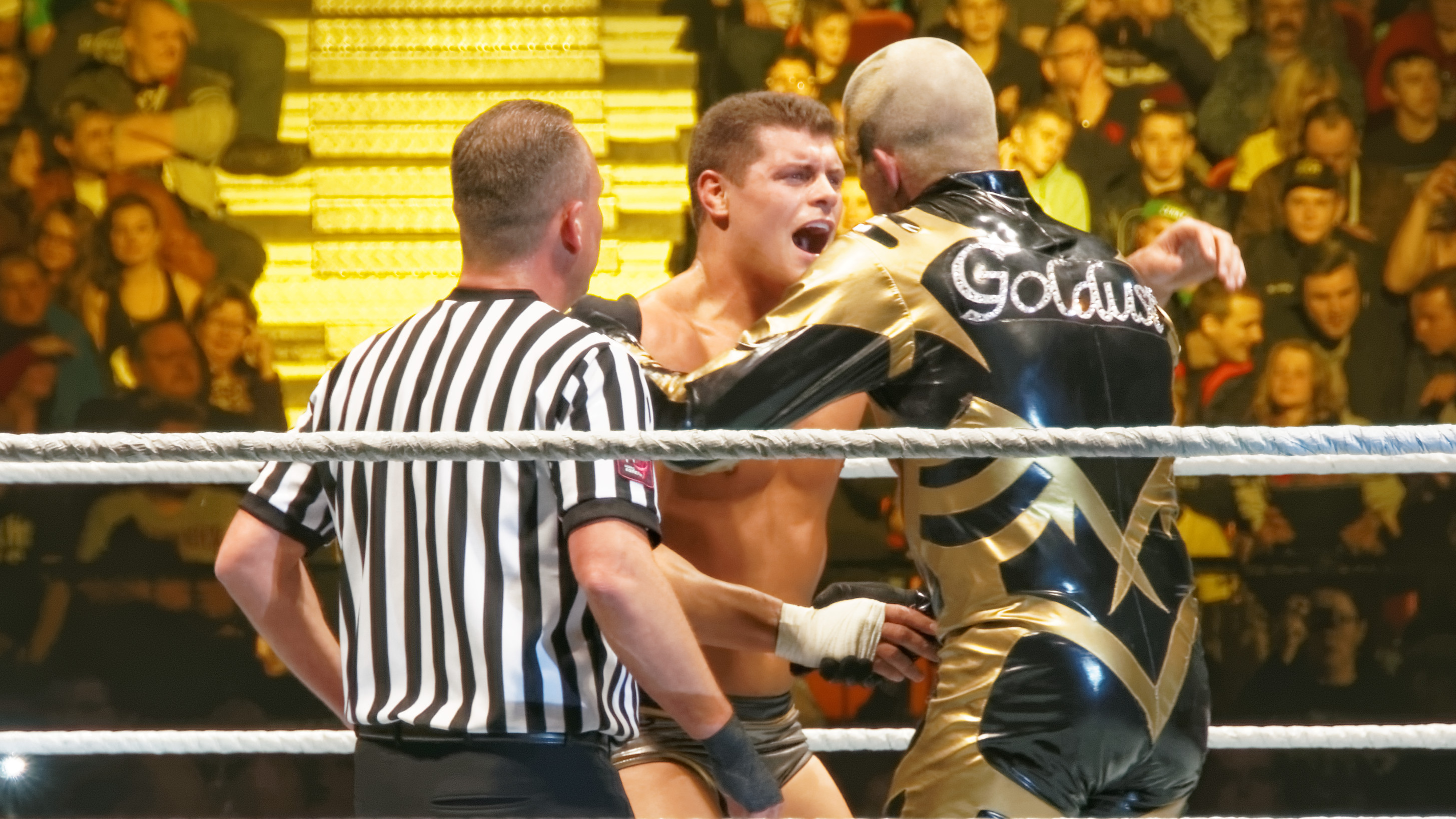
Cody Rhodes & Goldust après un match.

Après avoir fait une apparition au Royal Rumble en début d'année 2013 où il entre en tant que 8e participant et éliminé par son demi-frère Cody Rhodes, Goldust revient à la WWE le 9 septembre, à RAW, où il affronte Randy Orton, dans le but d'obtenir un nouveau contrat pour Cody Rhodes, étant récemment renvoyé par Triple H. Il perd le match, Cody n'est donc pas réengagé.
Peu après, lui et Cody Rhodes récupèrent leurs emplois en battant Roman Reigns et Seth Rollins lors de Battleground.
Lors du RAW du 14 octobre, lui et Cody Rhodes remportent les WWE Tag Team Championship contre The Shield grâce à une intervention du Big Show. Ils conservent leurs titres lors de Hell in a Cell face à Reigns et Rollins et aux Usos. Lors de Survivor Series, il perd dans le traditionnel combat par équipes. Ils conservent une nouvelle fois leurs titres à TLC contre Big Show et Rey Mysterio, les Real Americans et Ryback et Curtis Axel.
Le 26 janvier 2014 lors du Royal Rumble, ils perdent leurs titres face aux New Age Outlaws. Lors de la même soirée, ils participent au Royal Rumble match, où Cody est accidentellement éliminé par Goldust, avant que ce dernier ne soit lui-même éliminé par Roman Reigns.
Lors de Elimination Chamber, ils battent Ryback et Curtis Axel. Lors de Payback, ils perdent face à Ryback et Curtis Axel. Après le combat, Cody dit à son frère qu'il a besoin d'un nouveau partenaire, ce qui met fin à leur alliance.
Le 16 juin à RAW, Cody Rhodes arrive déguisé en un personnage qui ressemble à celui de son frère et qui s'appelle Stardust. Cody Rhodes, sous son nouveau nom de scène, et Goldust battent Ryback et Curtis Axel dans la même soirée.

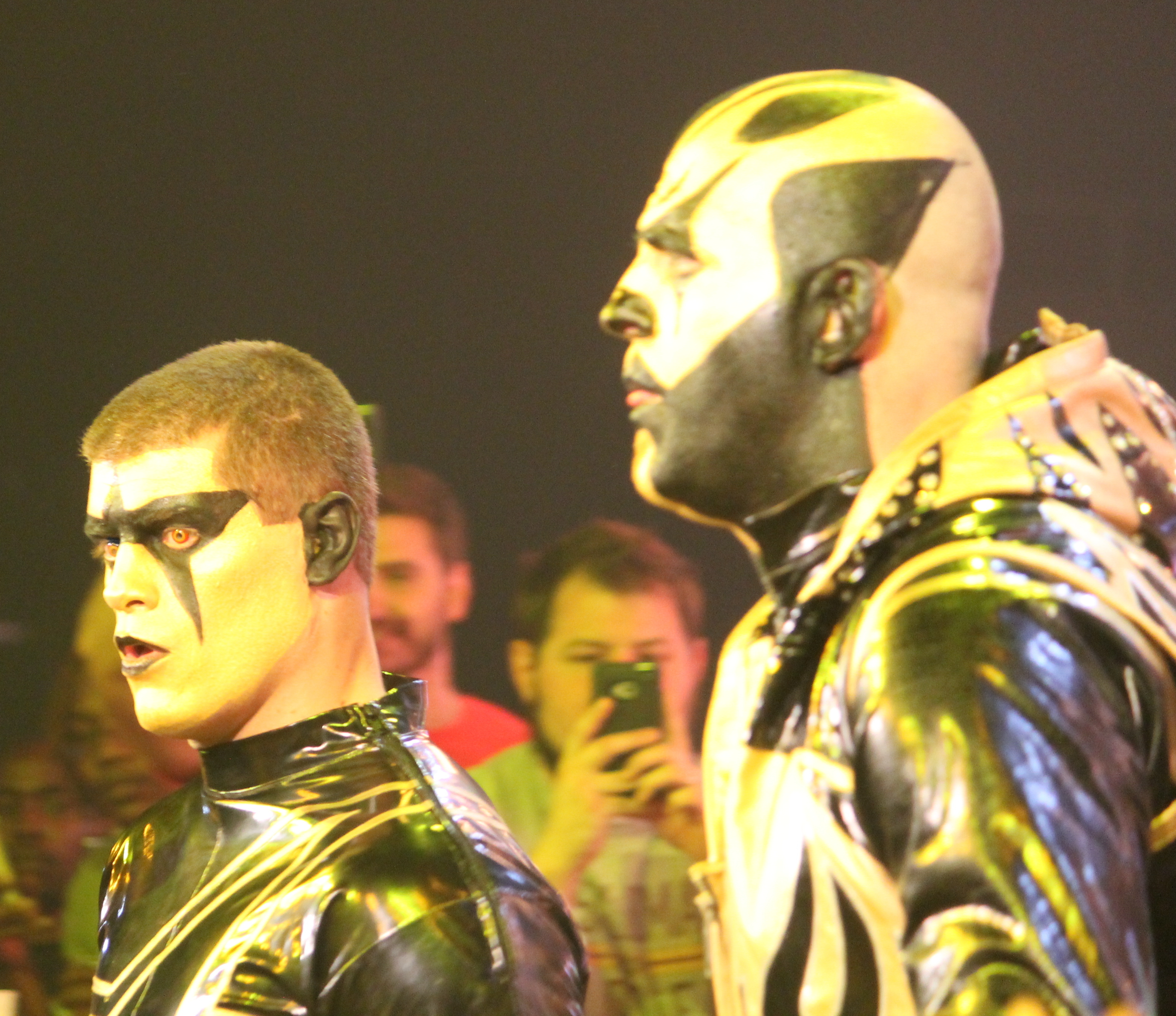
Stardust et Goldust en 2014.

Lors de Money in the Bank, ils battent à nouveau Ryback et Curtis Axel. Lors de Night of Champions, lui et Stardust battent The Usos et remportent les titres par équipes. Après le match, ils attaquent les Usos et effectuent un Heel Turn. Ils conservent leur titre face à ces derniers lors de Hell in a Cell. Ils perdent leur titre face à Damien Mizdow et The Miz lors de Survivor Series.

#### Rivalité avec Stardust, blessure et retour en solo (2015-2016)
En février 2015, de nombreuses tensions ont lieu dans l'équipe, ce qui conduit à la séparation définitive lors de RAW du 16 février. Après de multiples attaques de Stardust sur Goldust, les deux hommes s'affrontent lors du pay-per-view Fastlane, où il bat Stardust.
Après WrestleMania 31, on apprend qu'il est blessé jusqu'en novembre 2015.
Il fait son retour le 22 novembre 2015 lors des Survivor Series, en faisant un Traditional Survivor Series Elimination Tag Team match en équipe avec Neville, Titus O'Neil et les Dudley Boyz face à Stardust, Bo Dallas, The Miz et The Ascension, qu'ils remportent.
Le 24 janvier 2016 lors du Royal Rumble, il participe au Royal Rumble match où il rentre en 8e position, mais sans succès en se faisant éliminer par Titus O'Neil en 4e position.

#### Golden Truth (2016-2017)
Par la suite, il crée une équipe avec R-Truth appelée The Golden Truth.
Lors de Money in the Bank, The Golden Truth bat Breezango.
Le 3 avril 2017 lors de WrestleMania 32, il participe au André the Giant memorial Battle Royal mais se fait éliminer par Curtis Axel.

#### Retour en solo et départ (2017-2019)
Le 15 mai à RAW, il attaque son partenaire R-Truth, effectuant donc un Heel-turn.
À partir de septembre, il se fait désormais appeler "Dustin Rhodes".
Le 28 janvier 2018 au Royal Rumble, il participe au Royal Rumble match en entrant en 29e position, mais il se fait éliminer par Dolph Ziggler.
Le 8 avril à WrestleMania 34, il perd la bataille royale en mémoire d'Andre The Giant au profit de Matt Hardy en se faisant éliminer par Dolph Ziggler.
Le 27 avril lors du WWE Greatest Royal Rumble, il entre en 18e position dans le Royal Rumble match mais se fait éliminer par Bobby Roode.
En juillet 2018, il fut contraint de se faire opérer des deux genoux.
Le 28 mars 2019, Pro Wrestling Sheet a annoncé que Runnels avait quitté la WWE après l'expiration de son contrat, mettant ainsi fin à son mandat de six ans avec la WWE.

### All Elite Wrestling (2019-...)

#### Débuts et alliance avec Cody (2019)
Le 25 mai lors du show inaugural de la All Elite Wrestling: Double or Nothing, il perd face à son demi-frère, Cody. Après le combat, ce dernier effectue un Face Turn et lui demande d'être son partenaire pour affronter les Young Bucks à Fight for the Fallen, ce qu'il accepte et fait une accolade à son adversaire. 
Le 13 juillet à Fight for the Fallen, son demi-frère et lui perdent face aux Young Bucks. Le 30 août, il signe officiellement pour plusieurs années avec la compagnie en tant que coach et catcheur. 

#### Diverses rivalités (2020-...)
Le 29 février 2020 à Revolution, il perd face à Jake Hager par soumission.
Le 23 mai à Double or Nothing, il bat Shawn Spears.
Le 5 septembre à All Out, Matt Cardona, Scorpio Sky, QT Marshall et lui battent le Dark Order (Brodie Lee, Colt Cabana, Evil Uno et Stu Grayson) dans un 8-Man Tag Team match.
Le 7 mars 2021 à Revolution, son partenaire et lui ne remportent pas la Casino Tag Team Battle Royal, gagnée par les Lucha Brothers, et ne deviennent pas aspirants no 1 aux titres mondiaux par équipes.
Le 30 mai à Double or Nothing, il ne remporte pas la Casino Battle Royal, gagnée par Jungle Boy, et ne devient pas aspirant no 1 au titre mondial.
Le 28 mai 2023 à Double or Nothing, il ne remporte pas le titre International, battu par Orange Cassidy dans une 21-Man Blackjack Battle Royal. 
Le 30 décembre à Worlds End, il perd face à Swerve Strickland.
Le 27 juillet 2024 à Battle of the Belts XI, les Von Erichs et lui deviennent les nouveaux champions du monde par équipes de 3 de la ROH en battant l'Undisputed Kingdom (Matt Taven, Mike Bennett et Roderick Strong) dans un Trios match et remportent les titres pour la première fois de leurs carrières. Le 17 août à Collision, Sammy Guevara et lui deviennent les nouveaux champions du monde par équipes de la ROH en rebattant les deux premiers membres du clan adverse, remportent les titres pour la première fois de leurs carrières et, de ce fait, il devient double champion.

## Palmarès
- All Elite Wrestling
  - 1 fois AEW TNT Champion (actuel)
- Championship Wrestling from Florida
  - 1 fois NWA Florida Heavyweight Champion
  - 1 fois NWA Florida Tag Team Champion avec Mike Graham
- Coastal Championship Wrestling
  - 1 fois CCW Heavyweight Champions
- Ring of Honor
  - 1 fois ROH World Six-Man Tag Team Championship - avec Marshall et Ross Von Erich (en) (actuel)
  - 1 fois ROH World Tag Team Championship - avec Sammy Guevara (actuel)
- Turnbuckle Championship Wrestling
  - 1 fois TCW Heavyweight Champion
- World Championship Wrestling
  - 2 fois WCW United States Champion
  - 1 fois WCW World Six-Man Tag Team Champion avec Big Josh et Tom Zenk
  - 3 fois WCW World Tag Team Champion avec Ricky Steamboat (1) et Barry Windham (2)
- World Wrestling Federation/Entertainment
  - 3 fois Intercontinental Champion
  - 7 fois Hardcore Champion
  - 1 fois World Tag Team Champion avec Booker T
  - 2 fois WWE Tag Team Champion avec  Cody Rhodes/Stardust
  - Slammy Award (1997) du Meilleur Couple avec Marlena
  - Slammy Award (2010) du Twitter fréquent
  - Slammy Award (2013) de l'équipe de l'année  avec Cody Rhodes
  - Slammy Award (2013) du Retour de l'année

## Récompenses de magazines
- Pro Wrestling Illustrated

| Année | 1991 | 1992 | 1993 | 1994 | 1995 | 1996 | 1997 | 1998 | 1999 | 2000 à 2001 | 2002 | 2003 | 2004 à 2007 | 2008 | 2009 | 2010 | 2011 à 2013 | 2014 | 2015 | 2016 | 2017 | 2018 | 2019       | 2020 | 2021 | 2022 à 2023 | 2024 |
| ----- | ---- | ---- | ---- | ---- | ---- | ---- | ---- | ---- | ---- | ----------- | ---- | ---- | ----------- | ---- | ---- | ---- | ----------- | ---- | ---- | ---- | ---- | ---- | ---------- | ---- | ---- | ----------- | ---- |
| Rang  | 131  | 36   | 12   | 19   | 62   | 11   | 41   | 72   | 70   | Non classé  | 64   | 35   | Non classé  | 127  | 180  | 113  | Non classé  | 84   | 89   | 179  | 165  | 215  | Non classé | 137  | 240  | Non classé  | 393  |

- Wrestling Observer Newsletter

| # | Résultat | Adversaire | Évènement             | Date        | Durée | Lieu                                      | Notes |
| - | -------- | ---------- | --------------------- | ----------- | ----- | ----------------------------------------- | ----- |
| 1 | Défaite  | Cody       | AEW Double Or Nothing | 25 mai 2019 | 22:28 | MGM Grand Garden Arena, Las Vegas, Nevada | .     |

## Vie privée
Étant le fils de Dusty Rhodes, il est aussi le demi-frère de Cody Rhodes. Il a été marié à Terri Runnels (ancienne diva de la WWF).